# Choni
Le choni (ou chone, cone, jone) est une langue tibéto-birmane parlée dans la province de Gansu en Chine.

## Localisation géographique
Le choni est parlé dans le xian de Jonê, rattaché à la préfecture autonome tibétaine de Gannan.

## Classification interne
Le choni forme avec le baima et le zhongu les langues tibétiques orientales, un sous-groupe des langues tibétiques, rattaché au groupe bodique à l'intérieur du tibéto-birman.

## Sources
- Guillaume Jacques, 2011, A phonological profile of Cone.